# Polityka wypełniania
Polityka wypełniania (niem. Erfüllungspolitik) – określenie polityki gospodarczej Republiki Weimarskiej trwającej od maja 1921 roku i wyrażającej się w realizowaniu przez Niemcy postanowień konferencji londyńskiej (21 lutego – 14 marca 1921) dotyczących spłat reparacji wojennych.

## Geneza
W traktacie wersalskim, kończącym I wojnę światową, Niemcy zobowiązały się do zapłaty Mocarstwom Sprzymierzonym odszkodowań za straty poniesione przez nie podczas wojny. Ich wysokość została ustalona przez Komisję Odszkodowań 27 kwietnia 1921 roku na kwotę 132 mld marek w złocie i 25% rocznych zysków osiąganych z handlu zagranicznego. W przypadku odmowy przyjęcia tych warunków alianci zapowiedzieli zbrojną okupację Zagłębia Ruhry. Rząd Konstantina Fehrenbacha nie spełnił żądań i demonstracyjnie podał się do dymisji 4 maja, a dopiero tydzień później, 10 maja wyłoniono nowy rząd z Josephem Wirthem na czele, który następnego dnia zapowiedział przyjęcie alianckich warunków.

## Przebieg
Realizując przyjęte postanowienia, rząd niemiecki miał nadzieję na uzyskanie przychylnej decyzji sprzymierzonych wobec Górnego Śląska, o którego przynależności do Polski bądź Niemiec miała zadecydować Komisja Międzysojusznicza. Wierny tej polityce rząd Wirtha w sierpniu 1921 roku wpłacił pierwszą ratę w wysokości 1 mld marek, jednak już z początkiem 1922 roku pod pretekstem trudności gospodarczych zaprzestał spłaty odszkodowań. Miało to oczywisty związek z decyzją Mocarstw Sprzymierzonych z października 1921 roku o niekorzystnym dla Niemiec podziale Górnego Śląska. Sytuacja gospodarcza Republiki Weimarskiej była niewątpliwie trudna i pogarszała ją rosnąca inflacja, jednak rząd niemiecki nie czynił starań mających na celu jej polepszenie. Im większa była bowiem inflacja tym łatwiej pozbywał się on swoich olbrzymich długów i dowodził, że Niemcy nie są w stanie spłacać odszkodowań. Doprowadziło to do upadku 14 listopada 1922 roku gabinetu Josepha Wirtha. Nowym kanclerzem został Wilhelm Cuno, który podjął próbę ratowania niemieckiej gospodarki. Zwrócił się on do Mocarstw Sprzymierzonych o udzielenie moratorium płatniczego, udzielenia Niemcom pożyczki, a także zmniejszenia kwoty odszkodowań do sumy 50 mld marek. Propozycje zostały przez Mocarstwa (głównie pod wpływem Francji) odrzucone. Stanowisko Francji wynikało z jej chęci osłabienia ekonomicznego Niemiec i zabezpieczeniem się na wypadek ewentualnego rewanżu z ich strony. Decyzja Sprzymierzonych skłoniła Niemcy do dalszego opóźniania spłat reparacji.

## Porażka polityki wypełniania
Działania Niemiec doprowadziły do zorganizowania II Konferencji londyńskiej w dniach 10–11 grudnia 1922 roku podczas której próbowano wymusić na Niemcach spłatę odszkodowań. Nie przyniosła ona jednak rezultatów podobnie jak trwająca w dniach 2–4 stycznia 1923 roku konferencja paryska, albowiem Francja była już zdecydowana na zbrojną interwencje w Zagłębiu Ruhry i szukała jedynie formalnego pretekstu. Dostarczyła go Międzysojusznicza Komisja Odszkodowań, która w notach z dnia 28 grudnia 1922 roku i 9 stycznia 1923 roku do rządu niemieckiego wykazała zaległości Niemiec w spłatach reparacji. Francja, uznając, że naruszone zostały w ten sposób postanowienia traktatu wersalskiego 10 stycznia wspólnie z wojskami belgijskimi oraz kilkoma wysokimi urzędnikami włoskimi wkroczyła zbrojnie na teren Zagłębia Ruhry. Został on odgrodzony od reszty kraju granicą celną a eksploatacja tych bogatych w surowce naturalne ziem miała być przeznaczona na poczet reparacji. Konflikt został zażegnany w 1924 roku kiedy Niemcy przyjęły tzw. plan Dawesa, który rozkładał niemieckie reparacje na wiele lat.